# 瑪琪·塞耶斯
 佛羅倫斯·瑪德琳·“瑪琪”·卡維·塞耶斯（英語：Florence Madeline "Madge" Cave Syers，1881年9月16日—1917年9月9日），英國花式滑冰運動員。塞耶斯是第一位參加世界錦標賽的女性，在1902年世錦賽中與男性競爭並奪得亞軍，促使國際滑冰總會（ISU）創設女子單人滑項目。塞耶斯於1906年、1907年成為最初兩項女子單人滑賽事的冠軍，並在1908年奪得首屆奧運的金牌。她也與丈夫愛德嘉·塞耶斯搭檔參加雙人滑項目，並於1908年奧運會得到銅牌。

## 早年生活
1881年9月16日，佛羅倫斯·瑪德琳·卡維生於英國倫敦肯辛頓，是建築工人愛德華·賈維斯·卡維（Edward Jarvis Cave）與妻子伊莉莎白·安（Elizabeth Ann）的十五個小孩之一。

## 賽事成績
| 賽事   | 1906 | 1907 | 1908 |
| ------ | ---- | ---- | ---- |
| 冬奧   |      |      | 1st  |
| 世錦賽 | 1st  | 1st  |      |

| 賽事   | 1902 | 1903 | 1904 |
| ------ | ---- | ---- | ---- |
| 世錦賽 | 2nd  |      |      |
| 英錦賽 |      | 1st  | 1st  |

| 賽事 | 1908 |
| ---- | ---- |
| 冬奧 | 3rd  |